# Ascension Lost
Ascension Lost è il terzo album in studio del gruppo musicale black/death metal Thulcandra, pubblicato nel 2015 dalla Napalm Records. È stato accluso il demo Perishness Around Us del 2004.

## Tracce
1. The First Rebellion – 8:35
2. Throne of Will – 3:27
3. Deliverance in Sin and Death – 5:52
4. Demigod Imprisoned – 5:04
5. Interlude (strumentale) – 1:21
6. Exalted Resistance – 4:10
7. The Second Fall – 5:23
8. Sorrow of the One – 3:47
9. Ascension Lost – 6:02
10. Outro (strumentale) – 1:47
11. Perishness Around Us – 5:13 – (demo)
12. Frozen Kingdom – 3:45 – (demo)
13. Dreaming (strumentale) – 2:10 – (demo)
14. Immortality – 3:54 – (demo)

## Formazione
- Steffen Kummerer – voce, chitarra
- Sebastian Ludwig – chitarra, voce addizionale
- Tobias Ludwig – basso

Altri musicisti
- Seraph – batteria

### Demo
- Steffen Kummerer – voce, chitarra, basso
- Jürgen Zintz – chitarra solista
- Jonas Baumgartl – batteria, voce addizionale